# Oskar Lenz
Oskar Lenz (Leipzig, 13 d'abril de 1848 - Sooß, 1 de març de 1925), fou un geòleg i mineralogista germano-austríac.
El 1870 obtingué un doctorat en la mineralogia i geologia a la Universitat de Leipzig. Tres anys més tard esdevingué ciutadà austríac i funcionari a l'Institut Geològic Imperial a Viena.

## Biografia
Són pare era sabater. El 1879-80 encapçalà la primera expedició transsahariana des del Marroc fins al Senegal. El propòsit primari de l'expedició era fer estudis geològics de la regió i cercar possibles jaciments de mena de ferro. El 1880, amb el seu company Cristobal Benítez, esdevingué el quart europeu de la història en visitar la llegendària ciutat de Timbuctu. Els anteriors foren, Alexander Gordon Laing (1826), René Caillié (1828) i Heinrich Barth (1853).
El 1885-87 va dirigir l'Expedició Austrohongaresa al Congo, que implicava creuar el continent africà des de la Conca del Congo cap a l'est, a l'oceà Índic. Les raons d'aquest projecte eren examinar la situació de l'economia i el comerç a l'Estat Lliure del Congo recentment establert i cartografiar el vessant entre el riu Congo i el riu Nil. En aquesta expedició, estava acompanyat pel cartògraf Oskar Baumann. Després de les missions a l'Àfrica, va esdevenir professor a la Universitat Carolina de Praga.

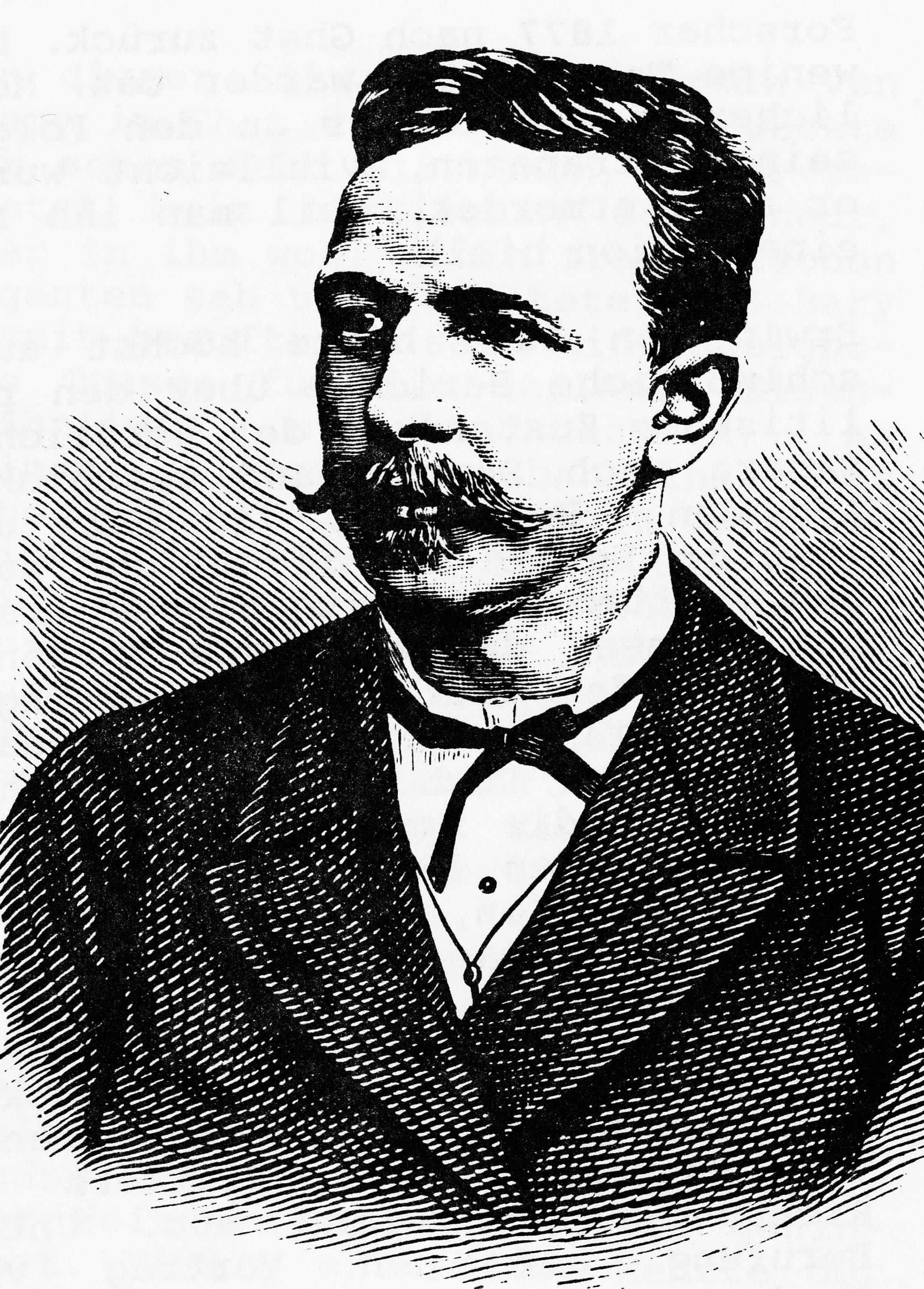
Retrat d'Oskar Lenz

## Obres publicades
- Skizzen aus Westafrika (‘Esbossos d'Àfrica occidental’, 1878)[4]
- Timbuktu: Reise durch Morokko die Sahara und den Sudan (‘Timbuktu, Viatge a través del Marroc, el Sàhara i el Sudan’, 1884), dos volums.[5][6]
- Lenz, Oskar. Timbouctou : voyage au Maroc, au Sahara et au Soudan (en francès).  Hachette, 1886-87.. Gallica: Volume 1, Volum 2.
- Wanderungen in Afrika (Viatges a l'Àfrica), (1895)